# Dessau
Pour les articles homonymes, voir Dessau (homonymie).
Dessau était une firme d'ingénierie-construction parmi les plus importantes au Canada et la 57e plus importante au monde en 2015. Fondée en 1957 sous le nom Desjardins & Sauriol par Jean-Claude Desjardins et Paul-Aimé Sauriol, l’entreprise a joui d’une présence tant à l’échelle nationale qu’internationale. En 2014, Dessau comptait près de 4 800 employés et avait un chiffre d’affaires annuel de 750 M$. L’entreprise détenait des bureaux au Canada ainsi que dans plusieurs pays, principalement au Maghreb, en Amérique centrale, en Amérique du Sud et dans les Caraïbes. Le 20 juin 2013, la compagnie fut inscrite au Registre des entreprises non admissibles aux contrats publics (RENA) du Gouvernement du Québec à la suite des activités de collusion de l'entreprise révélées lors de la Commission Charbonneau. En 2014, la firme albertaine Stantec se portait acquéreuse des actifs d'ingénierie de Dessau au Québec.

## Historique

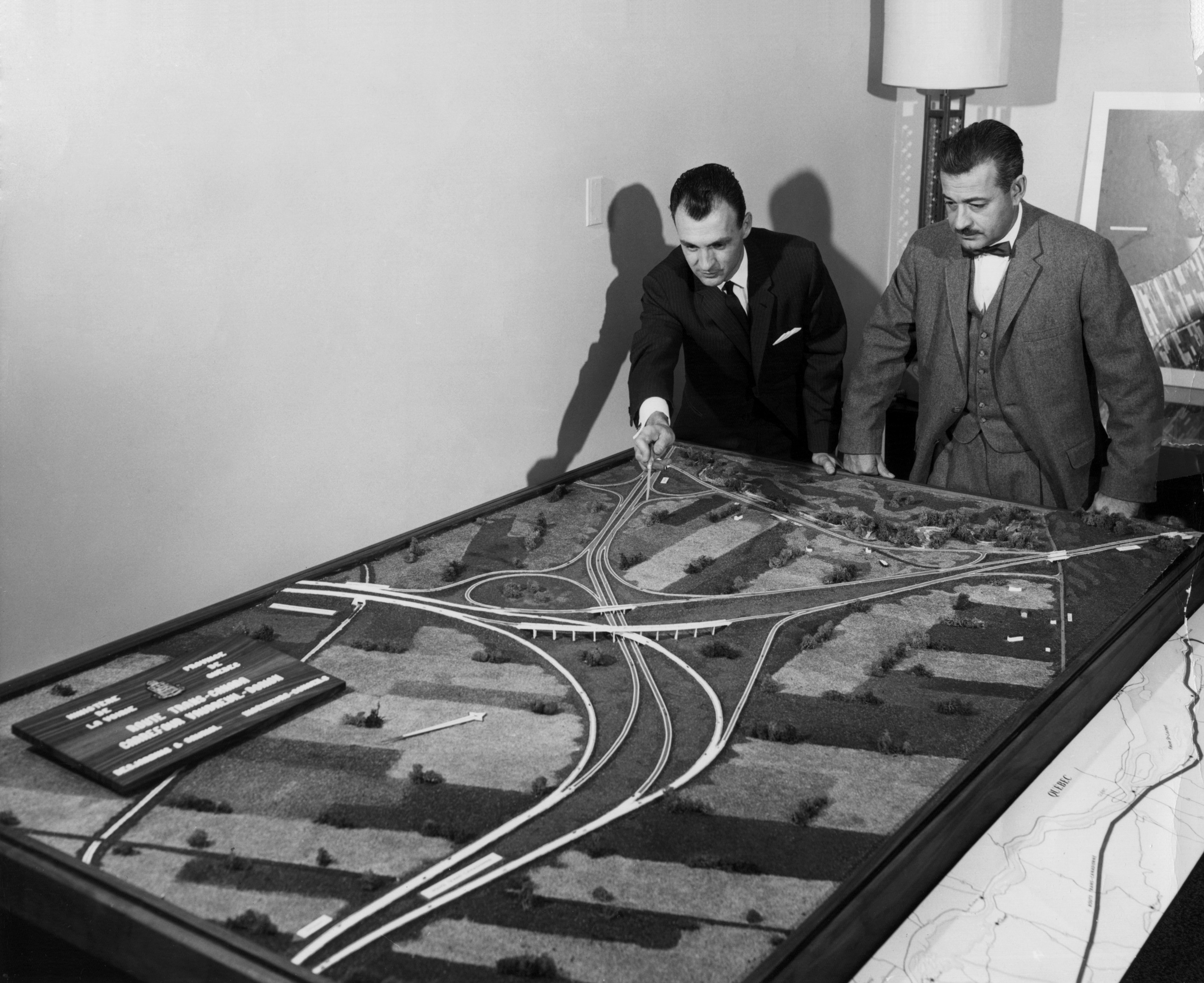
Les fondateurs de l'entreprise, Paul-Aimé Sauriol et Jean-Claude Desjardins.

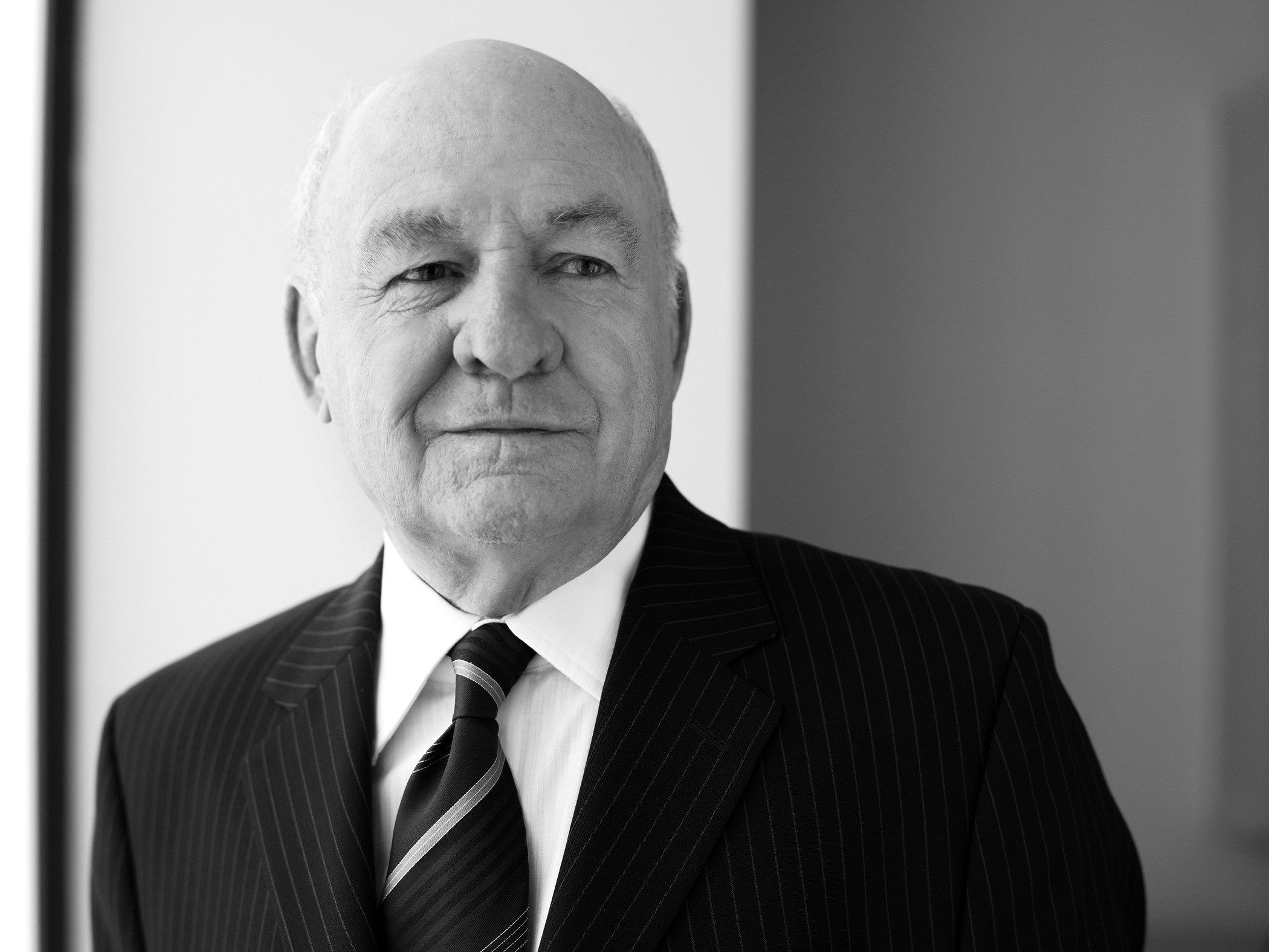
Paul-Aimé Sauriol, Fondateur

En septembre 1957, Jean-Claude Desjardins, ingénieur d’autoroutes provinciales, fait la connaissance de Paul-Aimé Sauriol, après qu’un ami commun ait suggéré qu’ils étudient la possibilité de travailler ensemble. M. Sauriol dirige, à l’époque, une petite firme de génie-conseil sur l’île Jésus, au Québec. Dès la fin de 1957, les deux hommes fondent Desjardins & Sauriol, ingénieurs-conseils.
Au Québec, les années suivantes marquent le début de la Révolution tranquille, une période de changements rapides autant pour la province que pour Desjardins et Sauriol, dont la firme compte déjà plus de 30 employés en 1961. À cette époque, la province bouillonne de mégaprojets (projets géants) d’ingénierie-construction, et l’entreprise obtient de nombreux contrats dans les secteurs du transport et du génie urbain. Elle décide donc d’élargir ses activités pour inclure des services de géotechnique, de structures, d’électricité et de mécanique.
Plus tard, le projet hydroélectrique de la Baie-James, surnommé le « projet du siècle » par l’ex-premier ministre Robert Bourassa, permet à l’entreprise d’obtenir une reconnaissance nationale et de préparer le terrain pour l’expansion internationale de Dessau. Avec une capacité de production de 16 000 MW et une zone couvrant une superficie de la taille de l’État de New York, la Baie-James présente l’un des plus grands systèmes hydroélectriques au monde. L’équipe de Dessau, dont le siège social est situé à Matagami, se voit confier l’étude des sols, la vérification du terrain, la logistique ainsi que la construction d’une route stratégique qui traverse les forêts et d’autres obstacles naturels. Une équipe multidisciplinaire d’ingénieurs, de géologues, de géomètres, de bûcherons, de pilotes de brousse, d’ouvriers, de camionneurs et de techniciens sont mobilisés dans le cadre de cette initiative et réussissent à terminer le projet un an plus tôt que prévu.
En 1975, Dessau est mandatée pour construire une nouvelle autoroute nationale au Zaïre; trois ans plus tard, Dessau International voit le jour.
Les années 1980 permettent à Dessau de déployer son expertise à l’échelle internationale et d’entreprendre ses premières démarches dans le domaine de la durabilité environnementale et de l’efficacité énergétique. Dès lors, Dessau adopte sa politique « rêve vert », qui consiste à promouvoir la restauration des cours d’eau dans la région du grand Montréal, et plus récemment la mise en place de plans de conservation qui jouent désormais un rôle clé dans la stratégie énergétique du Québec.
Les années 1990 sont marquées par une série d’acquisitions et de fusions stratégiques.
Alors que Dessau continue à mener un nombre croissant de grands projets internationaux, tels que l’autoroute Est-Ouest en Algérie, le projet d’interconnexion au réseau électrique en Amérique centrale SIEPAC ou celui du canal Guajimía en République dominicaine, c’est avant tout grâce à la vision de la direction que l’entreprise a pu jouer un rôle de premier plan dans le marché de l’ingénierie au Canada.

## Projets majeurs

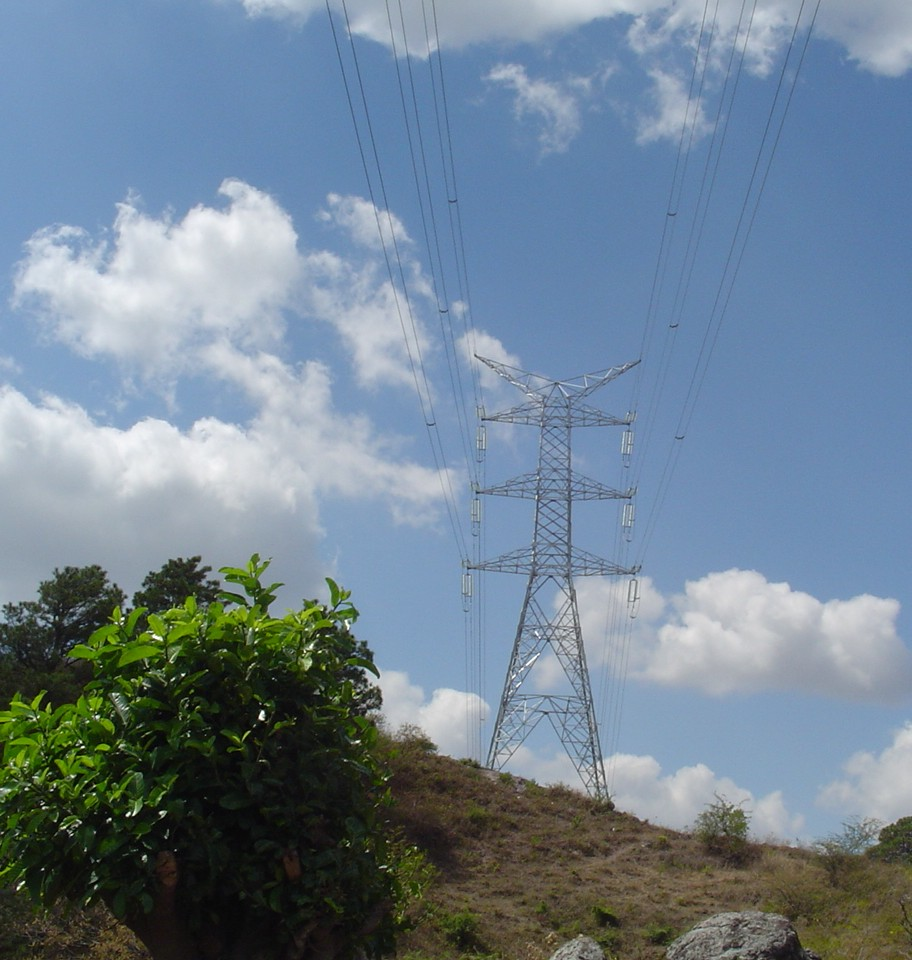
SIEPAC

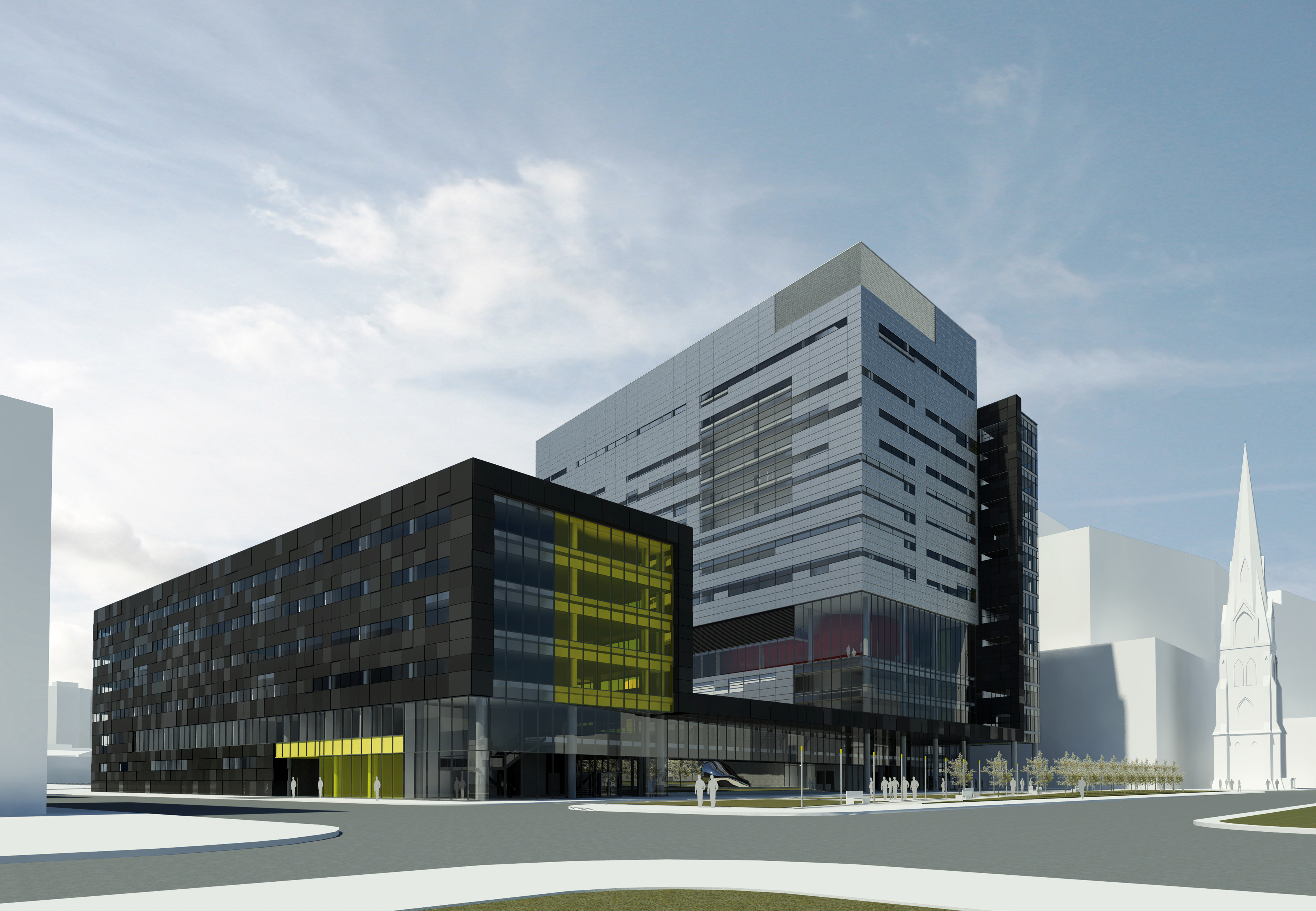
CRCHUM

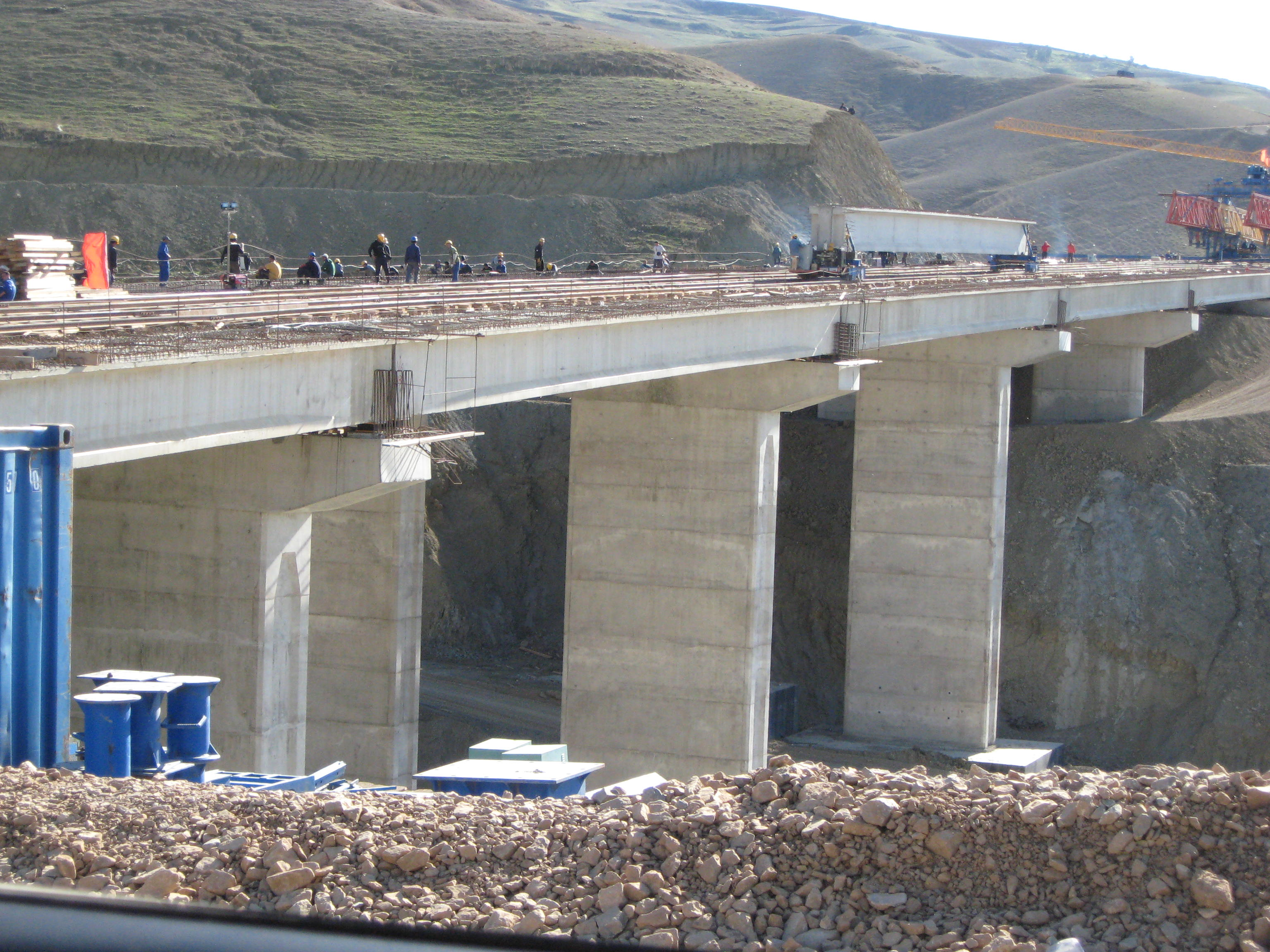
Autoroute Est-Ouest, Algérie

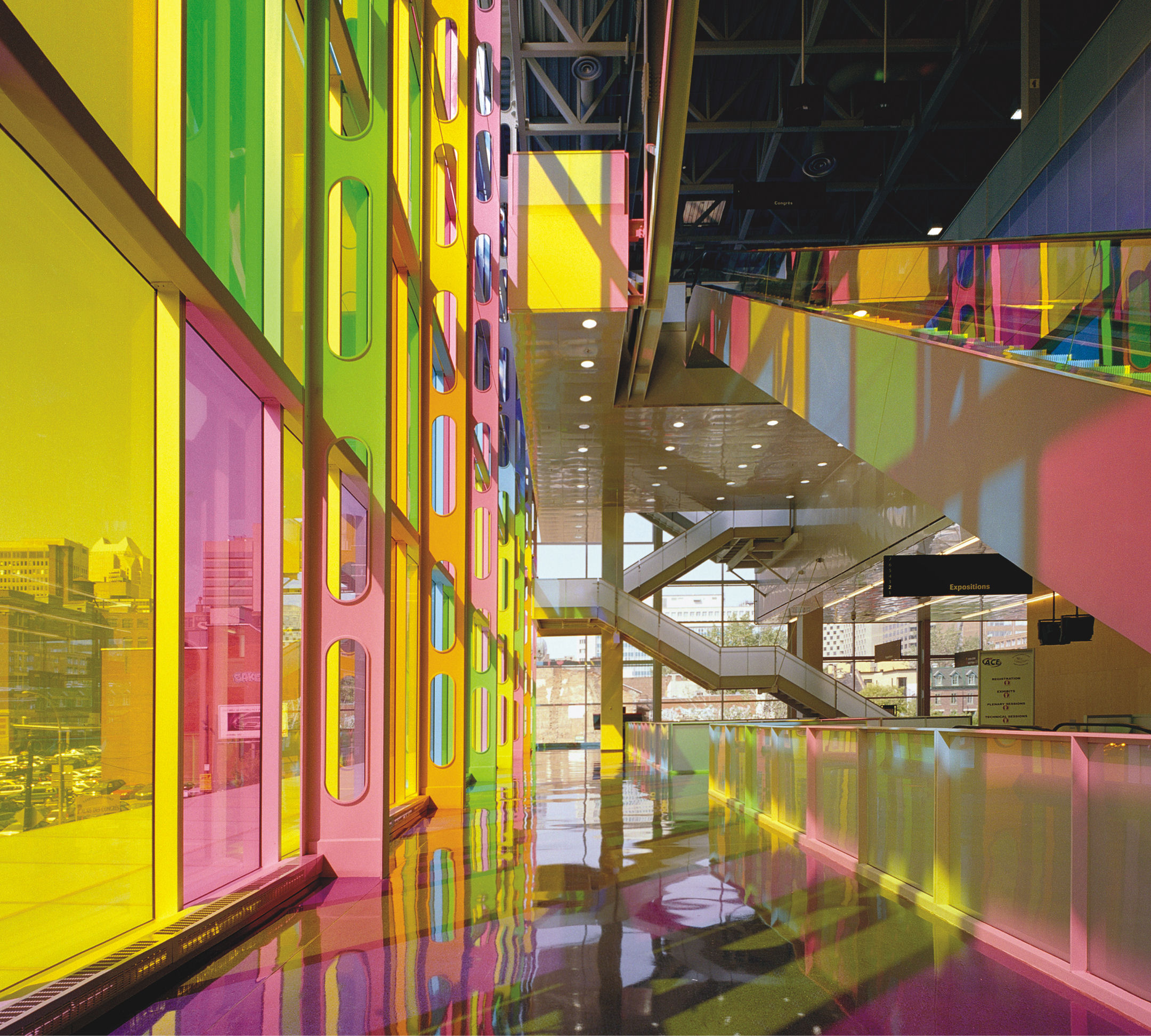
Palais des congrès de Montréal

- 2012: Conception d’un nouveau pont en Colombie, situé au-dessus de la plus importante rivière au pays, la rivière Magdalena - Colombie
- 2011: Contrôle de qualité pour la construction d'une piste d'atterrissage parallèle de 4,2 km à l'Aéroport international de Calgary – Calgary, Canada
- 2010: Construction du Centre de recherche du Centre hospitalier de l'Université de Montréal (CRCHUM) – Montréal, Canada
- 2010: Autoroute Est-Ouest de 1 200 km en Algérie
- 2010: Traitement des eaux usées du canal de Guajimía[8] – Santo Domingo, République dominicaine
- 2010: Modernisation des équipements et des systèmes fixes du métro de Montréal – Montréal, Canada
- 2008: Projet de train rapide de Trinidad – Trinité-et-Tobago
- 2008: Système d’interconnexion électrique pour l’Amérique centrale (SIEPAC) – San José, Costa Rica
- 2007: Grande mosquée d'Alger – Algérie
- 2006: Réaménagement des plaines LeBreton – Ottawa, Canada
- 2005: Construction et agrandissement de la centrale thermoélectrique de Campanario – Chili
- 2004: Réaménagement du rond-point de l’Acadie – Montréal, Canada
- 2002: Palais des congrès de Montréal – Montréal, Canada
- 2000: Supervision du projet d’électrification rurale – Pérou
- 1990: Musée canadien des civilisations – Gatineau, Canada
- 1975: projet hydroélectrique de la Baie-James – Québec, Canada

## Bureaux
En 2014, Dessau comptait près de 80 bureaux répartis au Canada, en Algérie et en Amérique latine (Chili, Colombie, Costa Rica, Pérou, République dominicaine, Trinité-et-Tobago).

## Domaines d'expertise
| Services | Marchés et secteurs |
| --- | --- |
| 1. Ingénierie 2. Urbanisme et architecture du paysage 3. Géotechnique, matériaux et environnement 4. Gestion et construction 5. Opération | 1. Bâtiments 2. Eau 3. Énergie 4. Environnement et développement durable 5. Santé et éducation 6. Industrie 7. Télécommunications et sécurité 8. Transport 9. Municipalités |

## Filiales
| Nom              | Domaines d'expertise                                          |
| ---------------- | ------------------------------------------------------------- |
| LVM              | Géotechnique, matériaux et environnement                      |
| Verreault        | Gestion et construction                                       |
| Plania           | Urbanisme et architecture du paysage                          |
| Simo             | Gestion – Installations de traitement d’eau et des eaux usées |
| Société Gestrans | Transport collectif et adapté                                 |
| Sogep            | Gestion des équipements publics (loisirs)                     |

## Mandats

### Les mandats de 1957 à 1969
| Mandats | Année(s)  |
| --- | --------- |
| Plan directeur de la voirie, des égouts et de l'aqueduc, paroisse Saint-Martin, Île Jésus                                                                                                | 1957      |
| Plans de voirie, d'égouts, d'aqueduc et de drainage des villes de Fabreville, Pont-Viau Sainte-Dorothée et Chomedey                                                                      | 1957-1968 |
| Tronçon de la route Transcanadienne (A-20) Saint-Hyacinthe | 1961      |
| Usine de filtration d'eau de Chomedey, Île Jésus | 1961      |
| Prolongement de l'autoroute des Laurentides (A-15), Saint-Jérôme | 1961-1962 |
| Contrôle des matériaux, autoroutes 10, 40 et 15 | 1961-1964 |
| Contrôle des matériaux et géotechnique, barrage et digues, prise d'eau du projet hydroélectrique Outardes, Baie-James                                                                    | 1961-1970 |
| École Antoine-Labelle, Sainte-Rose | 1962      |
| Divers tronçons autoroutiers au Québec; A-20, A-40, A-540, A-520 et A-10 | 1962-1966 |
| Autoroute Ville-Marie, tronçon Fullum-Saint-Léonard, Montréal | 1963      |
| Reconstruction du pont Pie-IX, Île Jésus-Montréal | 1963-1965 |
| Échangeur Turcot, A-20, Montréal | 1963-1965 |
| Usine de filtration d'eau de Sainte-Thérèse | 1964-1965 |
| Échangeur Vaudreuil-Dorion, Montréal | 1964-1966 |
| Étude du réseau routier de l'Île Jésus | 1964-1967 |
| Édifice de la sureté du Québec, Montréal | 1965-1968 |
| Aréna Saint-Eustache | 1965      |
| Réfection du pont Champlain, Ottawa | 1969-1970 |
| Étude de la route d'accès à la Baie-James | 1969-1970 |
| Analyse des sols et contrôle des matériaux de nombreux projets hydroélectriques d'Hydro-Québec (Manic-Outardes, La Grande, réservoir Caniapiscau, rivière Romaine, Grande-Baleine, etc.) | 1961-1980 |

### Les mandats de 1970 à 1979
| Mandats                                                                           | Année(s)  |
| --------------------------------------------------------------------------------- | --------- |
| Élimination de passages à niveau, voies ferrées multiples, Dorion                 | 1969-1972 |
| Pavillon des Sciences de l'Université du Québec à Montréal                        | 1970-1971 |
| Tronçons des autoroutes 19, 13 et 440 à Laval (incluant le Viaduc de la Concorde) | 1970-1977 |
| Route d'accès à la Baie-James, 720 km de route et 11 ponts majeurs                | 1971-1976 |
| Contrôle des matériaux, Complexe olympique et Stade, Montréal                     | 1971-1980 |
| Aéroport de Matagami, Baie-James                                                  | 1972-1974 |
| Mécanique et électricité, Collège Montmorency, Laval                              | 1973-1975 |
| Mécanique et électricité, hôpital Cité de la Santé, Laval                         | 1973-1977 |
| Route nationale du Zaïre, 750 km et 16 ponts                                      | 1973-1979 |
| Jumelage du pont Lachapelle entre Laval et Montréal                               | 1973-1976 |
| Digues et barrages, réservoir Caniapiscau                                         | 1974-1983 |
| Contrôle des matériaux, centrale Manic 3                                          | 1975      |
| Contrôle des matériaux, centrale LG2                                              | 1975      |
| Siège social, édifice Dessau I, Laval                                             | 1975-1977 |
| Lignes de transport d'énergie de la Baie-James, 7 000 km, 6 lignes                | 1975-1980 |
| Contournement Dorion, autoroute 20                                                | 1977-1981 |
| Route 117 à Grand-Remous, 13 km                                                   | 1977      |
| Contrôle de la qualité, réfection de turbines à Marine Industries                 | 1977      |
| Route d'accès au complexe hydroélectrique Grande-Baleine, 300 km, 11 ponts        | 1979-1981 |
| Conception et construction de Tennis 13, Laval                                    | 1979      |

### Les mandats de 1980 à 1989
| Mandats | Année(s)  |
| --- | --------- |
| Réfection de l'autoroute 40 ouest, Montréal                                                                        | 1980      |
| Réaménagement du boul. Saint-Martin Ouest, Laval                                                                   | 1981      |
| Électrification rurale de 400 villages en Côte d'Ivoire                                                            | 1981-1986 |
| Édifice Dessau II, Laval                                                                                           | 1981-1982 |
| Usine de traitement des eaux usées à Fabreville, Laval                                                             | 1982-1986 |
| Modernisation de 78 postes du réseau d'Hydro-Québec                                                                | 1982-1990 |
| Géotechnique et contrôle des matériaux, centrale LG2 et barrage Caniapiscau, Baie-James                            | 1983-1987 |
| Aréna de Saint-Gabriel de Brandon                                                                                  | 1983-1984 |
| Intercepteur Marigot, 15 km en tunnel, Laval                                                                       | 1984-1985 |
| Réhabilitation des utilités publiques, Place Montréal Trust, Centre Eaton et Promenades de la Cathédrale, Montréal | 1984-1989 |
| Électricité et télécoms, Musée canadien des civilisations, Gatineau                                                | 1984-1990 |
| Conception de la Place Saint-Roch, Québec                                                                          | 1984-1985 |
| Élargissement et réhabilitation du pont Viau, Laval-Montréal                                                       | 1985-1988 |
| Ligne 450 kV Radisson-Nicolet-DesCantons 6e ligne Baie-James                                                       | 1985-1989 |
| Cinq Ponts ferroviaires - Ligne Douala Yaounde, Cameroun                                                           | 1984-1985 |
| Contrôle des matériaux, édifices Bella Canada, Montréal                                                            | 1986      |
| Mécanique-électrique, Centre administratif d'Hydro-Québec, Laval                                                   | 1986-1989 |
| Réfection du pont suspendu de Beauharnois                                                                          | 1986-1989 |
| Élargissement du tronçon de l'autoroute Décarie, Montréal                                                          | 1989-1990 |
| Centrale du lac Robertson, Côte-Nord                                                                               | 1984-1995 |

### Les mandats de 1990 à 1999
| Mandats                                                                                            | Année(s)    |
| -------------------------------------------------------------------------------------------------- | ----------- |
| Réfection de la centrale Beauharnois                                                               | Depuis 1990 |
| Réfection de la centrale El-Azab, Égypte                                                           | 1990        |
| Réhabilitation de routes au Nord-Kivu, Zaïre                                                       | 1990-1996   |
| Plan de transport de la Société de transport de Laval                                              | 1990-1991   |
| Gestion intégrée des déchets, Cotonou, Bénin                                                       | 1991-2000   |
| Agrandissement de l'usine de filtration de Chomedey, Laval                                         | 1991        |
| Programme d'entreposage du grain, Bangladesh                                                       | 1993        |
| Évaluation structurale de 200 ponts, Malaisie                                                      | 1993-1995   |
| Gestion des eaux usées d'East Lake, Hubei, Chine                                                   | 1993-1995   |
| Structure du Cosmodôme de laval                                                                    | 1993-1994   |
| Transport d'énergie à 500 kV, Ertan, Chine                                                         | 1993-1999   |
| Bilan environnemental de sites contaminés, Québec                                                  | 1994-1995   |
| Réaménagement du boul. Henri-Bourassa, entre Albert-Hudon et Marien, Montréal                      | 1995-1998   |
| Réhabilitaion de la route numéro 1, Viêt Nam                                                       | 1995-1996   |
| Construction de l'autoroute Rabat-Fès, Maroc                                                       | 1995-1996   |
| Réfection des lignes de transport d'énergie, Pérou                                                 | 1996        |
| Programme national d'efficacité énergétique du bâtiment, Chine                                     | 1996-2000   |
| Programme d'eau potable et d'assainissement, Dominique                                             | 1987-2004   |
| Revitalisation des vallées fossiles du Sine et du Ferlo, Sénégal                                   | 1997        |
| Reconstruction du réseau de transport d'énergie d'Hydro-Québec à la suite de la tempête de verglas | 1998-2000   |
| Agrandissement du Palais des congrès de Montréal, Structure                                        | 1999-2002   |
| Projet autoroutier Highway 2000, Jamaïque                                                          | 1999-2002   |

### Les mandats de 2000 à 2009
| Mandats                                                                                         | Année(s)  |
| ----------------------------------------------------------------------------------------------- | --------- |
| Agrandissement du Palais des congrès de Montréal                                                | 1999-2002 |
| Projet autoroutier Highway 2000, Jamaïque                                                       | 1999-2002 |
| Cellule d'essai Trent Atwater, Rolls-Royce, Montréal                                            | 2000-2002 |
| Réfection des équipements fixes du métro de Montréal et des équipements du prolongement à Laval | 2000-2011 |
| Programme de réhabilitation de ponts, Grenade                                                   | 2001      |
| Aménagement des plaines Le Breton, Ottawa                                                       | 2001-2006 |
| Projets de minicentrales, République dominicaine                                                | 2001-2007 |
| École nationale de cirque, Montréal                                                             | 2002-2003 |
| Inspection et DAO de 25 ponts majeurs, Algérie                                                  | 2002-2003 |
| Réaménagement du rond-point l'Acadie, Montréal                                                  | 2002-2005 |
| Réhabilitation de systèmes d'assainissement des eaux, Venezuela                                 | 2002-2006 |
| Avant-projet préliminaire et définitif, 2e rocade autoroutière d'Alger, Algérie                 | 2003-2005 |
| Câble optique sous-marin de télécommunication, Gaspésie—Îles-de-la-Madeleine                    | 2003-2004 |
| Gestion des actifs de la Ville de Longueuil                                                     | 2003-2006 |
| Réfection et agrandissement de l'hôpital Honoré-Mercier                                         | 2003-2005 |
| Décontamination et réhabilitation de l'île Fort-Georges                                         | 2003-2006 |
| Assainissement des eaux, canal de Guajimia, République dominicaine                              | 2003-2008 |
| Centre commercial Quartier DIX-30, Brossard                                                     | 2004-2006 |
| Réhabilitation et élargissement de la route 175, Saguenay                                       | 2004-2008 |
| Centre communautaire Outremont, comprenant les télécommunications, Outremont                    | 2004-2006 |
| Systèmes électromécaniques de la centrale Toulnustouc                                           | 2001-2005 |
| Avant-projet de l'autoroute Princes Town-Mayaro, Trinité-et-Tobago                              | 2005-2006 |
| Assistance à la maîtrise d'ouvrage de l'autoroute Est-Ouest, Algérie                            | 2006-2010 |
| Projet d'interconnexion électrique en Amérique centrale                                         | 2006-2009 |
| Assistance à la maîtrise d'ouvrage, construction de la Grande mosquée d'Alger, Algérie          | 2007-2012 |

### Les mandats depuis 2010
| Mandats | Année(s)  |
| --- | --------- |
| Études pour la conception-réalisation d'une ligne à double voie électrifiée en Algérie                                     | 2010-     |
| Construction du Centre de recherche du Centre hospitalier de l'Université de Montréal (CRCHUM), au Canada                  | 2010-2013 |
| Construction du Centre universitaire de santé McGill (CUSM), Montréal, Canada                                              | 2010-     |
| Contrôle de qualité pour la construction d'une piste d'atterrissage parallèle de 4,2 km à l'Aéroport de Calgary, au Canada | 2011-     |
| Amphithéâtre Cogeco de Trois-Rivières                                                                                      | 2012-2015 |

## La commission Charbonneau
Au mois de novembre 2011, le gouvernement en place créait la commission Charbonneau. Cette commission a pour but d'enquêter sur l'octroi et la gestion des contrats publics dans l'industrie de la construction.
Rosaire Sauriol, V.P. principal chez Dessau, a reconnu lors de l'audience du 20 mars que Dessau a participé au financement occulte de plusieurs partis politiques, durant plusieurs années.
En plus du financement occulte, l'entreprise a aussi fait partie d'un système de collusion avec d'autres firmes de génie conseil, afin de se partager les contrats de la ville de Montréal notamment.
À la suite de son passage à la commission Charbonneau, Rosaire Sauriol démissionnait et revendait ses parts dans l'entreprise. Il sera suivi de son frère Jean-Pierre, qui démissionnera quelques semaines plus tard.